# Timor Est ai Giochi della XXIX Olimpiade
Timor Est ha partecipato ai Giochi della XXIX Olimpiade a Pechino, Cina.

## Atletica leggera

### Maschile
- Augusto Ramos Soares - Non è mai arrivato a Pechino.

### Femminile
Eventi di corsa e prova su strada
| Atleta               | Evento   | Batteria | Batteria  | Semifinale | Semifinale | Finale                 | Finale    |
| Atleta               | Evento   | Tempo    | Posizione | Tempo      | Posizione  | Tempo                  | Posizione |
| -------------------- | -------- | -------- | --------- | ---------- | ---------- | ---------------------- | --------- |
| Mariana Diaz Ximenez | Maratona |          |           |            |            | Non è stata completata | -         |